# Martin Kotynek
Martin Kotynek (* 1983 in Wien) ist ein österreichischer Journalist und Geschäftsführer des Media Forward Fund. Von 2017 bis 2023 war er Chefredakteur der Tageszeitung Der Standard, davor von 2014 bis 2017 stellvertretender Chefredakteur von ZEIT Online.

## Leben
Martin Kotynek war bereits als Schüler für die Zeitschrift Trend und das Elektrojournal tätig. Er studierte Neurobiologie an der Ludwig-Maximilians-Universität München und schloss das Studium mit dem Master ab. 
Anschließend war er fünf Jahre bei der Süddeutschen Zeitung tätig, zunächst als Politikredakteur, zuletzt war er für das Thema des Tages verantwortlich. 2010 wurde er gemeinsam mit Hans Leyendecker und Nicolas Richter vom Deutschen Kulturrat mit dem Puk-Journalistenpreis für die Aufdeckung des NDR-Drehbuchskandals ausgezeichnet.
2012 wechselte er zur Zeit nach Berlin als Redakteur im Investigativ-Ressort. 2014 ging er als Knight Journalism Fellow an die Stanford University, wo er sich unter anderem mit Innovationsmanagement im Journalismus beschäftigte. Nach seiner Rückkehr wurde er 2014 stellvertretender Chefredakteur der ZEIT Online. In dieser Funktion war er unter anderem für die Weiterentwicklung der Nachrichtenseite, für investigative Recherche, interaktives Erzählen, Interaktion und Engagement in Sozialen Medien und mit der Online-Community, Data Science sowie für die Einführung des Bezahlangebotes Z+ zuständig.
Mit November 2017 wurde er Chefredakteur der Tageszeitung Der Standard. Er folgte damit Alexandra Föderl-Schmid nach, die die Zeitung Ende August 2017 verließ, die Chefredaktion wurde anschließend bis November 2017 interimistisch vom Stellvertreter Rainer Schüller übernommen. Anfang Oktober 2023 wurde bekanntgegeben, dass Kotynek den Standard verlässt und die stellvertretende Chefredakteure Nana Siebert, Petra Stuiber und Rainer Schüller als Team die Leitung der Redaktion übernehmen. Seit Juli 2024 ist er Gründungsgeschäftsführer des Media Forward Funds zur Förderung von Journalismus in Österreich, Deutschland und der Schweiz.
Neben seiner Tätigkeit als Journalist ist er Mitglied der Ensembles Theater am Weinberg in Perchtoldsdorf, wo er seit 1998 sowohl als Regisseur als auch als Schauspieler mitwirkt und von 2006 bis 2015 als Vorstandssprecher fungierte.

## Auszeichnungen
- 2010: Puk-Journalistenpreis des Deutschen Kulturrates gemeinsam mit Hans Leyendecker und Nicolas Richter, Süddeutsche Zeitung für ihre Aufdeckung des NDR-Drehbuchskandals[3][4]
- 2013/14: Medienethik-Award gemeinsam mit Robert Levine für Das Recht auf Vergessen. Erschienen im Dossier der Wochenzeitung Die Zeit am 2. Oktober 2013.[11]
- 2019: Erster Platz der Extradienst-Wahl in der Wertung der Tageszeitungs-Chefredakteure[12][13]